# Kjetil André Rekdal
Kjetil André Rekdal (Fiksdal, 6 de novembre de 1968) és un futbolista retirat noruec i actual entrenador de futbol.
Com a futbolista ha juga a França, Alemanya, Bèlgica i al seu país natal. Els seus clubs més importants han estat Molde, Borussia Mönchengladbach, Lierse SK, Hertha BSC i Vålerenga.
Ha disputat 83 partits amb la selecció i disputà dos Mundials, a les edicions de 1994 i 1998.
Ha estat entrenador del Kaiserslautern a la segona divisió de la Bundesliga.